# Andre Dreey-C Caram
André Frizzarini Caram (Americana), também conhecido como Drey-C, é um cantor e produtor musical brasileiro de música Pop / R&B / Pop-Dance.

## Biografia
André Drey-C Caram nasceu na cidade de Americana. Quando jovem começou a mostrar interesse em artes, sempre cantando e se apresentando  para toda a família e os amigos fez seu amor pela música e entretenimento ser notado. Começou a cantar com 6 anos. Quando tinha 11 anos de idade, juntamente com sua família mudou-se para Orlando, Flórida. Ainda no colegial, fez parte de aulas e programas relacionados com música, onde aprendeu a tocar piano e começou a compor suas próprias canções. André aproveitou seus últimos anos no colegial para se envolver com cursos de produção de música

## Carreira
André se formou em 2005 e junto com seus pais tomou a decisão de seguir uma carreira na indústria da música. Pelo resto do ano ele trabalhou em seu primeiro álbum em Inglês, o qual ele foi responsável por ter escrito e produzido todas as músicas. O disco estreou 21 de setembro de 2006. Seu primeiro single e videoclipe intitulado Your Sister's Boyfriend teve a presença da atriz brasileira Sthefany Brito.

### Além da Presença
Seguindo seu álbum em Inglês em 2006 veio seu segundo álbum, Além da Presença, inteiro em Português. Com apenas uma canção sendo tradução de uma das músicas do seu CD em Inglês, Drey-C apresentou uma nova série de 13 canções também produzidas e escritas por ele. O estilo de produção foi um pouco diferente, concentrando em um ritmo mais lento, romântico e também mostrando um pouco de suas raízes brasileiras incorporando som de bossa nova em duas canções.

### Show noHouse of Bluesem Orlando/Flórida
Depois de passar a maior parte de 2007 promovendo e trabalhando seus dois álbuns lançados no Brasil, André levou sua música para os Estados Unidos, onde residiu e trabalhou na sua base de fãs internacional. Seu primeiro show grande foi no House of Blues Downtown Disney em Orlando/Flórida no dia 28 de setembro de 2007. O Show incorporava canções em Inglês, Português e Espanhol. Andre cantou músicas de seus dois álbuns lançados e deu ao público a chance de ouvir músicas exclusivas de seu próximo álbum. Com o palco cheio, incluindo um piano de cauda, André mostrou seu lado romântico tocando baladas com a ajuda de uma banda de dez músicos incluindo bateria, percussão, dois guitarristas, baixo, teclado, saxofone e três cantores. Para as músicas mais dançantes, a presença de duas dançarinas adicionaram energia para completar o sucesso no show de uma hora e quinze minutos, que reuniu fãs de todas as idades e nacionalidades.

### 2008 no Studio
Depois de um lançamento de sucesso de seus dois primeiros álbuns e várias apresentações, 2008 foi um ano em que André focou diretamente na produção e gravação de seus novos discos em Inglês, Espanhol e Português. A maior parte do seu tempo foi concentrado no estúdio, onde ele trabalhou em um novo estilo de música que representava o seu crescimento e amadurecimento como homem. Sua primeira música em espanhol foi adicionada ao seu site durante o verão de 2008, uma chance que seu público teve de ouvir o que poderia se esperar do seu álbum em espanhol. Uma balada romântica que mostrou um cantor mais maduro com uma interpretação emocionante e mais profunda, incluindo sons de R&B contemporâneo e refrões explosivos que não podem faltar nas baladas em espanhol.

### 2009 e o lançamento do AndreCaramTV.com
No dia 20 de janeiro de 2009 por meio de um post em seu perfil oficial saudou o ano novo e expressou a sua gratidão aos seus fãs pela sua paciência e apoio durante o tempo que passou em estúdio e se dedicou à produção de seus novos álbuns. O post também foi seguido pelo lançamento do blog oficial, um site onde ele pessoalmente escreve, posta fotos, notícias e vídeos de seu interesse. No site os fãs podem ficar em contato com o que ele vê, gosta e experiencia. Com o interesse de expandir e procurando novas formas de lançar suas músicas ao mesmo tempo que abria uma porta mais pessoal para os seus fãs, no dia 13 de março, foi oficialmente lançado o site www.AndreCaramTV.com. Um site de vídeo que trouxe conteúdo exclusivo do André em quatro canais de vídeos diferentes. Os vídeos foram divididos em videoclipes de música, entrevistas e diversidades. O site foi lançado já com quatro videoclipes exclusivos de estilos musicais muito diversos. 
- "Satisfazer Girl" - uma música para os clubes com vocais fortes e ritmos cativantes, com um visual elegante no vídeo.
- "Suddenly You're Gone" - com a versão em português "Por Que Você Partiu" - trouxe um rock alternativo, com órgãos e bateria ao vivo juntamente com os vocais auto-tune, usado para deixar a voz com efeito metálico.
- "Vou Te Tratar Tão Bem" foi filmado ao pôr-do-sol, trouxe um ritmo relaxante com som de bateria eletrônica 808 e acordes de piano suave. Chamou a atenção de fãs e do público do Brasil devido à sua produção pop americana com a letra em português.

O site ao longo dos próximos meses, acrescentou entrevistas, episódios de reality de ensaio, imagens pessoais, EPKs onde André fala abertamente sobre suas canções, ideias para vídeos e sobre o processo de produção de todas as músicas e os videoclipes lançados. No final do ano mais dois videoclipes foram adicionados: "Locked In", um conto de amor que acontece em uma noite na cidade e "I Still Love You", música que fez parte de seu álbum de 2007.

### Show no Teatro American Garden da Disney no Epcot Center
Na quinta-feira, 22 outubro de 2009, André foi o primeiro brasileiro a se apresentar no Teatro American Garden da Disney no Epcot Center. André fez três apresentações em uma noite, cantando músicas do seus dois primeiros álbuns e algumas canções exclusivas. No show de quarenta e cinco minutos ele foi incorporando hits por Marc Anthony, Alejandro Sanz, Al Green e outros. Seu show foi sucesso total no Disney's Food and Wine Festival, que também convidou grandes nomes da música como John Secada, Boys II Men e Patti Labelle, reservado para os shows para os meses de Outubro e Novembro.

### André Caram presents: Blame It On Me, The Ultimate Club Party
No final de 2009, André anunciou o desenvolvimento de um novo show que estava montando, detalhes foram apresentados em fevereiro de 2010. A data de abertura foi anunciada para 31 de março em Vintage Lounge, um luxuoso clube em Downtown Orlando/Flórida. O evento conta com André como apresentador, MC e cantor. André assume a noite mantendo a energia e a festa no ritmo mais alto, cantando com dançarinas e bateria ao vivo as suas próprias canções e também músicas hits nos clubes da cidade. Devido ao sucesso e a resposta da audiência seu show está em cartaz atualmente toda segunda quarta-feira do mês, no club Vintage Lounge.